# Henryk Dobrzański
Henryk Dobrzański, né le 22 juin 1897 à Jasło, mort le 30 avril 1940 près de Anielin, est un officier d'active de l’armée polonaise, commandant puis colonel (à titre posthume en 1966) de cavalerie.

## Biographie

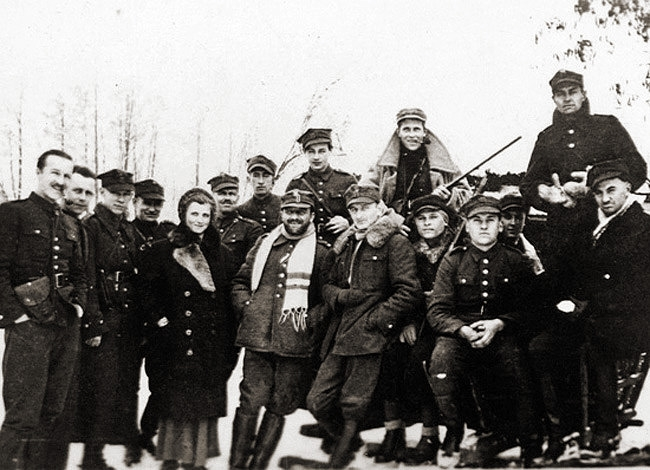
Le major Hubal au milieu de ses hommes (hiver 1939)

En septembre 1939, lors de la Campagne de Pologne, il est commandant en second du 110e régiment de réserve des uhlans. Dans la deuxième partie du mois de septembre, il refuse la défaite qui s'annonce, le pessimisme et l'ordre de se diriger vers la Lituanie, pour essayer de se faire interner, et se dirige vers Varsovie malgré les pertes dues aux attaques soviétiques. Fin septembre, il n'accepte pas de voir son détachement dissous. Avec d'abord 180 hommes, puis 150, il décide de poursuivre la lutte. Il devient avec ses hommes le premier groupe organisé de résistance en Pologne tout en restant cependant une unité de cavalerie constituée qui continue à arborer l'uniforme. 
Sous le nom de guerre de major Hubal, Dobrzański et ses cavaliers deviennent une légende pour les Polonais car ils forment le dernier détachement de soldats réguliers à se battre en Pologne et le premier groupe de résistance constituée. La lutte ne connaît pas de trêve et les Allemands ne sont pas complètement maîtres du terrain.

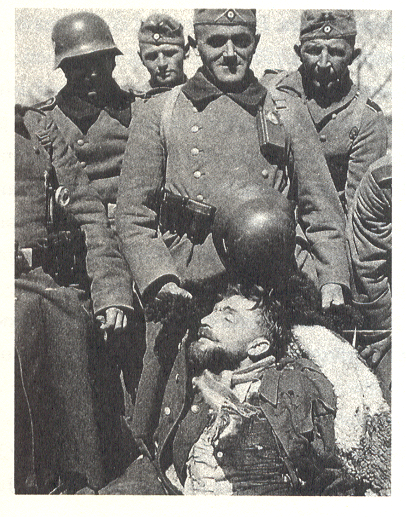
Soldats allemands posant avec la dépouille du major Hubal

La fin de l'année 1939 est marquée par quelques escarmouches avec les Allemands. Début 1940, Hubal et ses hommes détruisent un bataillon et causent de lourdes pertes à un autre détachement allemand. Les Allemands décident alors de se débarrasser de lui, en avril, à la suite certainement d'une trahison. Un corps spécial allemand de 1 000 hommes attaque Hubal et ses hommes qui périssent presque tous. Les derniers soldats rescapés luttent jusqu'à fin juin, puis le groupe est dissous.
En 1966, Hubal est décoré de la haute distinction militaire Virtuti Militari et élevé au rang de colonel. 

## Postérité
Plusieurs livres et films ont été consacrés à la lutte de Hubal et de ses hommes. Aujourd'hui 31 écoles portent le nom de Hubal ainsi que plusieurs organisations, unités militaires et groupes de scouts. Une course cycliste, le Szlakiem Walk Majora Hubala, est organisée dans les années 2000 en son honneur.